# Campionati del mondo di ciclocross 2016
I Campionati del mondo di ciclocross 2016 (in inglese 2016 UCI Cyclo-cross World Championships) si svolsero a Heusden-Zolder, in Belgio, dal 30 al 31 gennaio. Furono 5 le gare in programma essendo stata introdotta la gara femminile Under-23.

## Eventi
Sabato 30 gennaio
- Uomini Junior – 16,4 km
- Donne Under-23 – 13,14 km
- Donne Elite – 16,4 km

Domenica 31 gennaio
- Uomini Under-23 – 19,66 km
- Uomini Elite – 26,18 km

## Medagliere
| Pos.   | Nazione       | Oro | Argento | Bronzo | Totale |
| ------ | ------------- | --- | ------- | ------ | ------ |
| 1      | Paesi Bassi   | 2   | 1       | 1      | 4      |
| 2      | Belgio        | 2   | 0       | 3      | 5      |
| 3      | Gran Bretagna | 1   | 0       | 0      | 1      |
| 4      | Francia       | 0   | 2       | 1      | 3      |
| 5      | Rep. Ceca     | 0   | 2       | 0      | 2      |
| Totale | Totale        | 5   | 5       | 5      | 15     |

## Podi
| Eventi            | Oro                         | Tempo                     | Argento                       | Tempo | Bronzo                      | Tempo   |
| Uomini            |                             |                           |                               |       |                             |         |
| Elite dettagli    | Wout Van Aert Belgio        | 1h05'52" Media 23,85 km/h | Lars van der Haar Paesi Bassi | a 5"  | Kevin Pauwels Belgio        | a 35"   |
| Under-23 dettagli | Eli Iserbyt Belgio          | 51'18" Media 22,99 km/h   | Adam Ťoupalík Rep. Ceca       | a 1"  | Quinten Hermans Belgio      | a 5"    |
| Junior dettagli   | Jens Dekker Paesi Bassi     | 43'05" Media 22,84 km/h   | Mickaël Crispin Francia       | a 35" | Thomas Bonnet Francia       | a 1'00" |
| Donne             |                             |                           |                               |       |                             |         |
| Elite dettagli    | Thalita de Jong Paesi Bassi | 41'03" Media 23,97 km/h   | Caroline Mani Francia         | a 14" | Sanne Cant Belgio           | a 24"   |
| Under-23 dettagli | Evie Richards Gran Bretagna | 41'34" Media 18,97 km/h   | Nikola Nosková Rep. Ceca      | a 35" | Maud Kaptheijns Paesi Bassi | a 47"   |